# Prefectura apostólica de las Islas Malvinas
La prefectura apostólica de las Islas Malvinas (en latín: Praefectura Apostolica de Insulis Falkland seu Malvinis y en inglés: Apostolic Prefecture of the Falkland Islands) es una circunscripción eclesiástica de la Iglesia católica en las Islas Malvinas. Se trata de una prefectura apostólica latina, inmediatamente sujeta a la Santa Sede. Desde el 26 de octubre de 2016 es sede vacante y su administrador apostólico es el presbítero Tom Pattasseril, del Instituto de la Caridad.

## Territorio y organización
La prefectura apostólica tiene 12 173 km² y extiende su jurisdicción sobre los fieles católicos de rito latino residentes en las Islas Malvinas, un territorio dependiente del Reino Unido en litigio con Argentina. Fuentes de la Iglesia católica británica mencionan además que las Islas Georgias del Sur y Sandwich del Sur (otra dependencia británica en litigio con Argentina) integraría la jurisdicción de la prefectura apostólica, sin embargo, estas islas no tienen población permanente, no han sido expresamente asignadas a la prefectura apostólica por la Santa Sede y son reclamadas por la diócesis de Río Gallegos como parte de su jurisdicción.
La sede de la prefectura apostólica se encuentra en la ciudad de Stanley (denominada Puerto Argentino por la toponimia argentina), en donde se halla la iglesia de Santa María. 
En 2020 la prefectura apostólica tenía una única parroquia, la iglesia de Santa María. Además del prefecto apostólico, el único sacerdote residente es el párroco.
Desde el 1 de octubre de 1986 el prefecto apostólico es a la vez superior de la misión sui iuris de Santa Elena, Ascensión y Tristán de Acuña.
A principios de 2002 la Conferencia Episcopal de Inglaterra y Gales acordó asumir la responsabilidad pastoral sobre la prefectura apostólica y sobre la misión sui iuris. Desde entonces el ordinario militar del obispado de las Fuerzas en Gran Bretaña cumple la función de visitador apostólico de la misión sui iuris y de la prefectura apostólica.

## Historia

### Antecedentes

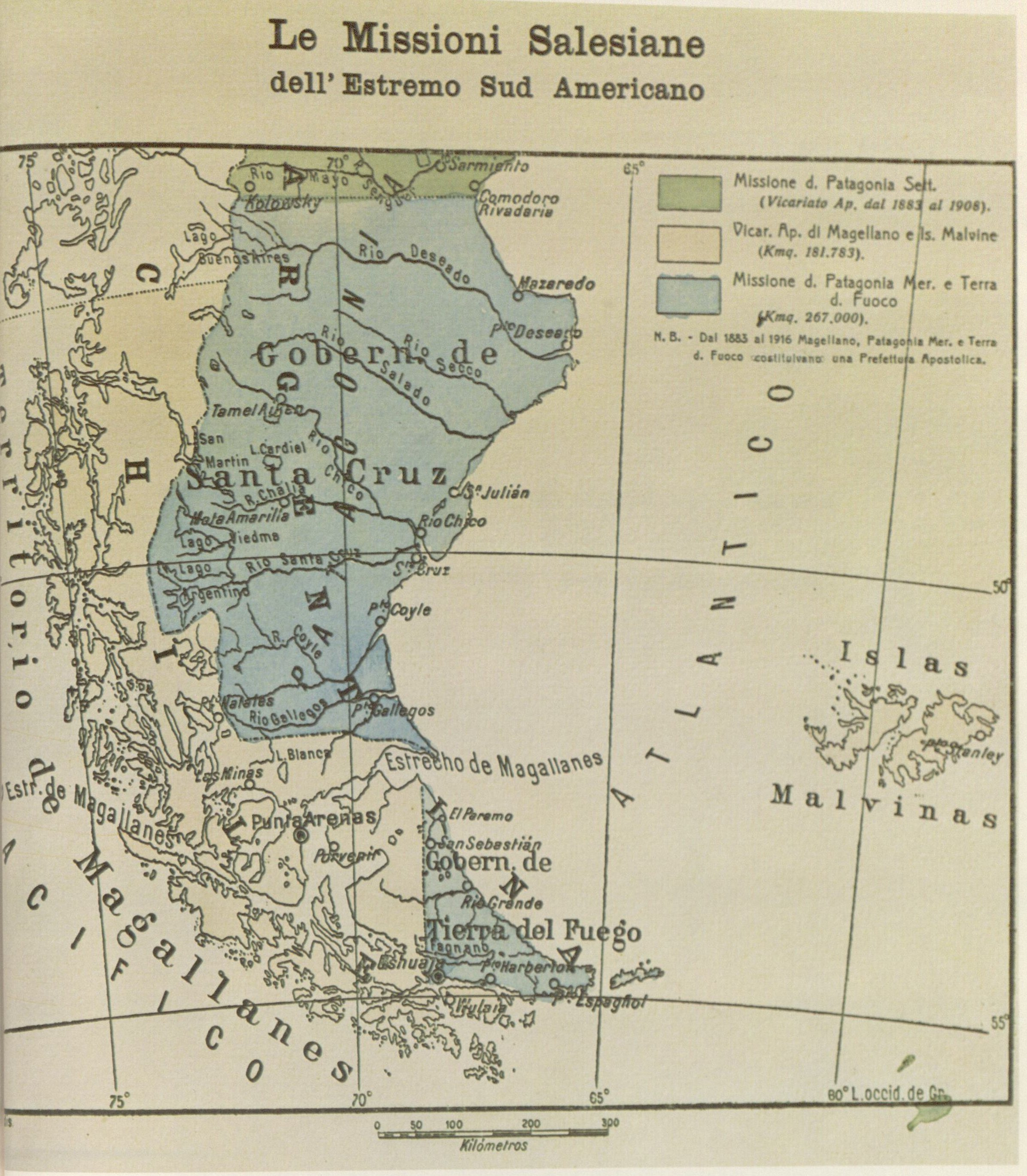
Mapa de las misiones salesianas en el extremo meridional de América del Sur hacia 1916. Allí aparece el vicariato apostólico de Magallanes e Islas Malvinas

Las islas Malvinas permanecieron deshabitadas hasta que fueron transitoriamente ocupadas en el siglo XVIII por franceses e ingleses. De acuerdo al punto de vista español el archipiélago de las Malvinas estaba dentro de los límites de la región de tierras y mares concedida en 1493 por el papa Alejandro VI a la reina Isabel I de Castilla y sus sucesores.
Cuando el 3 de febrero de 1764 el francés Louis Antoine de Bougainville se estableció en Port Saint Louis con 60 colonos acadianos católicos exiliados por fuerzas británicas, lo acompañaba el monje benedictino Antoine Pernetty. Este sacerdote utilizó, como primera capilla católica de las Malvinas, parte del comedor del edificio principal de la colonia. Cuando España tomó posesión formal de la colonia francesa el 2 de abril de 1767 había en ella dos sacerdotes católicos franceses. En menos de un año los españoles construyeron en la colonia renombrada a Puerto Soledad una pequeña iglesia llamada Nuestra Señora de la Soledad, bajo jurisdicción de la diócesis de Buenos Aires (hoy arquidiócesis). En 1774 se le agregó un campanario, existiendo 80 feligreses en la colonia. En la década de 1780 la pequeña iglesia fue mejorada, agregándosele un púlpito y pila bautismal.
Para 1790 la colonia tenía unas 200 personas, por lo que el sacerdote Pío de Aguiar escribió al obispo de Buenos Aires que la iglesia solo podía albergar a la mitad de los feligreses, razón por lo que una nueva iglesia de ladrillos y piedras fue construida, siendo consagrada el 4 de noviembre de 1801. La antigua iglesia pasó a ser un santuario hogareño.
Durante el período de dominio español de las Malvinas la iglesia de Nuestra Señora de la Soledad fue atendida por 57 sacerdotes: 16 franciscanos, 18 mercedarios, 21 miembros del clero secular del obispado de Buenos Aires, 1 agustino y 1 dominico. España abandonó las islas Malvinas el 13 de febrero de 1811, siendo Juan Canosa el sacerdote. A partir de 1823 las Malvinas fueron nuevamente colonizadas estableciéndose colonos argentinos en Puerto Soledad. Producida la ocupación británica en 1833 desapareció toda exteriorización de la religión católica, aunque permanecieron fieles católicos y llegaron otros de esa fe. Hacia 1842 la colonia tenía 78 habitantes, un cuarto de ellos católicos. En 1845 fue abandonado Puerto Soledad transfiriéndose los colonos a Port Stanley, que para 1851 tenía 372 habitantes, de los cuales la mitad eran católicos.
En la década de 1850 el funcionario colonial católico Thomas Havers alquiló una casa en Port Stanley para dar instrucción religiosa católica y en 1856 escribió al cardenal Wiseman, arzobispo de Westminster, y al cardenal Barnabó en Roma, solicitando un sacerdote. La Santa Sede contactó al arzobispo de Buenos Aires, Mariano J. Escalada, debido a la presencia de sacerdotes católicos irlandeses en Argentina. El sacerdote dominico irlandés Anthony Fahy, que estaba a cargo de los irlandeses, envió a las Malvinas en misión temporaria en 1856/1857 al padre Laurence Kirwan. Durante su presencia los fieles católicos de las islas intentaron adquirir un terreno para construir una iglesia, pero no lo lograron. Otros capellanes irlandeses provenientes de Buenos Aires fueron: Patrick Dillon (1866), William Walsh (1872) y Felix M. Grisar (1887). Walsh utilizó para los servicios religiosos un edificio gubernamental llamado posteriormente Central Store, pero posteriormente la comunidad católica adquirió un terreno conocido como Pump Green, en el que fue construida la iglesia de St. Mary. Esta iglesia fue inaugurada el 15 de junio de 1873 por el padre brasileño Vincent de Vilas.
El último de estos capellanes, el inglés James Foran, cedió su puesto a dos misioneros salesianos en 1888, quienes fundaron en Puerto Stanley, capital de las islas, la Casa de Santa María. En 1884 el papa estableció la prefectura apostólica de la Patagonia Meridional, Magallanes, Tierra del Fuego e Islas Malvinas, poniéndola bajo responsabilidad de los salesianos, pero la suprimió el 4 de octubre de 1916 pasando los territorios bajo control argentino a la arquidiócesis de Buenos Aires. Con los territorios bajo control de Chile y las islas Malvinas erigió el vicariato apostólico de Magallanes e Islas Malvinas con sede en Punta Arenas, que fue promovido a diócesis de Punta Arenas el 27 de enero de 1947 mediante a bula Ut in amplissimo del papa Pío XII, con las islas Malvinas continuando dentro de su jurisdicción.

### Prefectura apostólica
Los salesianos permanecieron en las islas Malvinas hasta 1952, cuando fueron remplazados por los misioneros de Mill Hill al establecer el papa Pío XII la prefectura apostólica de las Islas Malvinas el 10 de enero de 1952 mediante la bula In Nostris. El presbítero Mario Luis Migone, de origen uruguayo fue quien más tiempo —entre 1903 y 1936— permaneció como relata en su libro 33 años de vida malvinera.

(...) Apostolicae Nostrae potestatis plenitudine, quas memoravimus Insulas de Falkland seu Malvinas in Praefecturam Apostolicam « de Insulis Falkland seu Malvinis » nuncupandam, erigimus et constituimus, quam curis committimus sodalium Societatis S. Iosephi de Mill-Hill, ad Nostrum tamen et Apostolicae Sedis beneplacitum (...)
Parte de la bula In Nostris

Las hijas de María Auxiliadora dirigieron, entre 1907 y 1942 un colegio al que concurrían por igual católicos y protestantes. Durante la segunda mitad del siglo XX los feligreses católicos contaron con la asistencia espiritual de sacerdotes provenientes casi siempre de Europa.
Desde 2002 la Conferencia Episcopal de Inglaterra y Gales remplazó a los misioneros de Mill Hill en la responsabilidad de proveer sacerdotes a la prefectura apostólica.

## Estadísticas
Según el Anuario Pontificio 2023 la prefectura apostólica tenía a fines de 2022 un total de 400 fieles bautizados.
| Año                                                                             | Población            | Población | Población      | Sacerdotes | Sacerdotes    | Sacerdotes    | Bautizados por sacerdote | Diáconos permanentes | Religiosos | Religiosos | Parroquias |
| Año                                                                             | Bautizados católicos | Total     | % de católicos | Total      | Clero secular | Clero regular | Bautizados por sacerdote | Diáconos permanentes | Varones    | Mujeres    | Parroquias |
| ------------------------------------------------------------------------------- | -------------------- | --------- | -------------- | ---------- | ------------- | ------------- | ------------------------ | -------------------- | ---------- | ---------- | ---------- |
| 1969                                                                            | 240                  | 2200      | 10.9           |            |               |               |                          |                      | 1          |            | 1          |
| 1980                                                                            | 190                  | 1900      | 10.0           | 2          |               | 2             | 92                       |                      | 2          |            | 1          |
| 1990                                                                            | 250                  | 2150      | 11.6           | 2          |               | 2             | 125                      |                      | 3          |            | 1          |
| 1999                                                                            | 580                  | 4300      | 13.5           | 1          |               | 1             | 580                      |                      | 2          | 1          | 1          |
| 2001                                                                            | 580                  | 4200      | 13.8           | 1          |               | 1             | 580                      |                      | 2          | 1          | 1          |
| 2002                                                                            | 230                  | 2379      | 9.7            |            |               |               |                          |                      |            | 1          | 1          |
| 2003                                                                            | 230                  | 2379      | 9.7            |            |               |               |                          |                      |            |            | 1          |
| 2004                                                                            | 230                  | 2379      | 9.7            | 1          | 1             |               | 230                      |                      |            |            | 1          |
| 2010                                                                            | 300                  | 3000      | 10.0           | 1          | 1             |               | 300                      |                      |            |            | 1          |
| 2014                                                                            | 300                  | 3000      | 10.0           | 1          |               | 1             | 300                      |                      | 1          |            | 1          |
| 2017                                                                            | 300                  | 3000      | 10.0           | 2          |               | 2             | 150                      |                      | 2          |            | 1          |
| 2020                                                                            | 400                  | 2921      | 13.7           | 2          |               | 2             | 200                      |                      | 2          |            | 1          |
| 2022                                                                            | 400                  | 3647      | 11.0           | 2          |               | 2             | 200                      |                      | 2          |            | 1          |
| Fuente: Catholic-Hierarchy, que a su vez toma los datos del Anuario Pontificio. |                      |           |                |            |               |               |                          |                      |            |            |            |

## Episcopologio
- p. James Ireland, M.H.M. † (28 de marzo de 1952-1973 falleció)
- p. Daniel Martin Spraggon, M.H.M. † (7 de mayo de 1973-27 de septiembre de 1985 falleció)
- p. Anton Agreiter, M.H.M. † (1 de octubre de 1986-9 de agosto de 2002 renunció)
- p. Michael Bernard McPartland, S.M.A. † (9 de agosto de 2002-29 de septiembre de 2016 retirado)
  - Sede vacante (desde 2016)
  - p. Hugh Allan, O. Praem. (29 de septiembre de 2016[9]-18 de julio de 2024 cesado) (administrador apostólico)
  - p. Tom Thomas Pattasseril, I.C., desde el 18 de julio de 2024 (administrador apostólico)[10]